# Remembering Never
Remembering Never is een Amerikaanse Hardcore band uit Fort Lauderdale, Florida. 
De band is opgericht eind jaren 90 en ze maken muziek met veel breakdowns en met af en toe een stuk "clean" gezang. In het begin van de band zong vocalist Pete Kowalsky voornamelijk onderwerpen als liefde en verlies maar na het eerste album ging hij zich meer focussen op politiek.
De band speelt nu ook geen nummers van het eerste album "She Looks So Good in Red" en het is het enige album dat niet te koop is bij hun shows. Ze houden zich nu meer bezig met onderwerpen als dierenrechten, wapenhandel en religie.
Ondanks dat alle bandleden Straight Edge zijn, willen ze niet bekendstaan als een Straight Edge band. De nummers die ze spelen gaan ook niet over het onderwerp en daarom hebben Pete en Aldo een Straight Edge side-project, xBishopx.

## Bandleden
- "Mean" Pete Kowalsky - vocaal
- Grease Leonard - gitaar
- Norm - gitaar
- Aldo - basgitaar
- XWesX - drums
- Brian - merch

## Voormalige Bandleden
- Justin - vocaal
- Danny Burger - drums
- Andre Torres - basgitaar

## Discografie
Studioalbums
- 2002: She Looks So Good in Red (Ferret Records)
- 2004: Women and Children Die First (Ferret Records)
- 2006: God Save Us (Ferret Records)
- 2013: This Hell Is Home (Dead Truth Records)

Ep's
- 2001: Suffocates My Words to You (One Day Saviour Recordings)